# Дедемсварт
Дедемсварт (нід. Dedemsvaart) — місто в нідерландській провінції Оверейсел. Входить до муніципалітету Гарденберг.
Його площа становить 34,99 км², а населення станом на 2021 рік складало 12 840 осіб.

## Визначні уродженці
- Фернон Вібір (нар. 1971) — нідерландський тенісист[2].

## Галерея

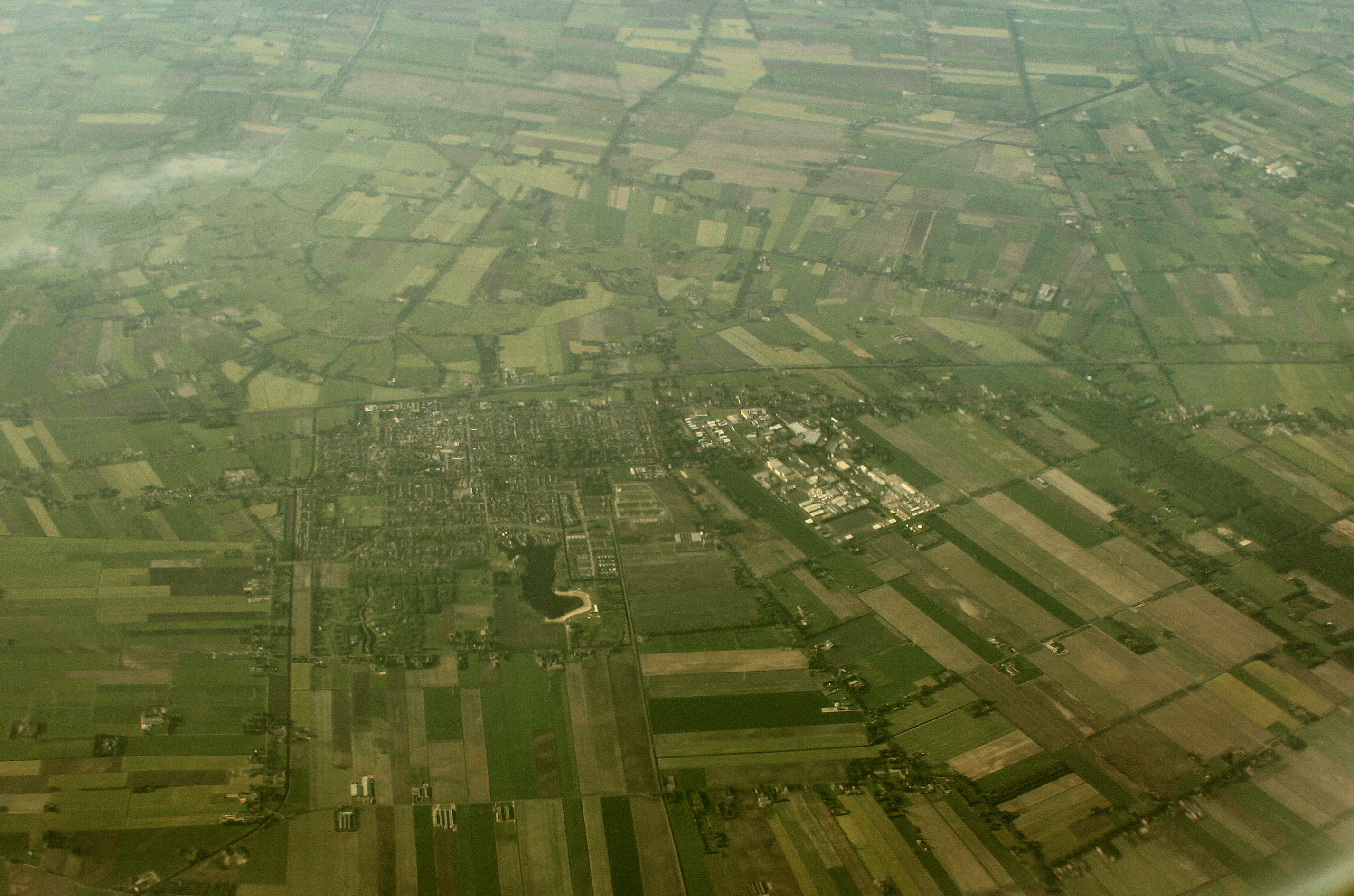
Вид згори на місто
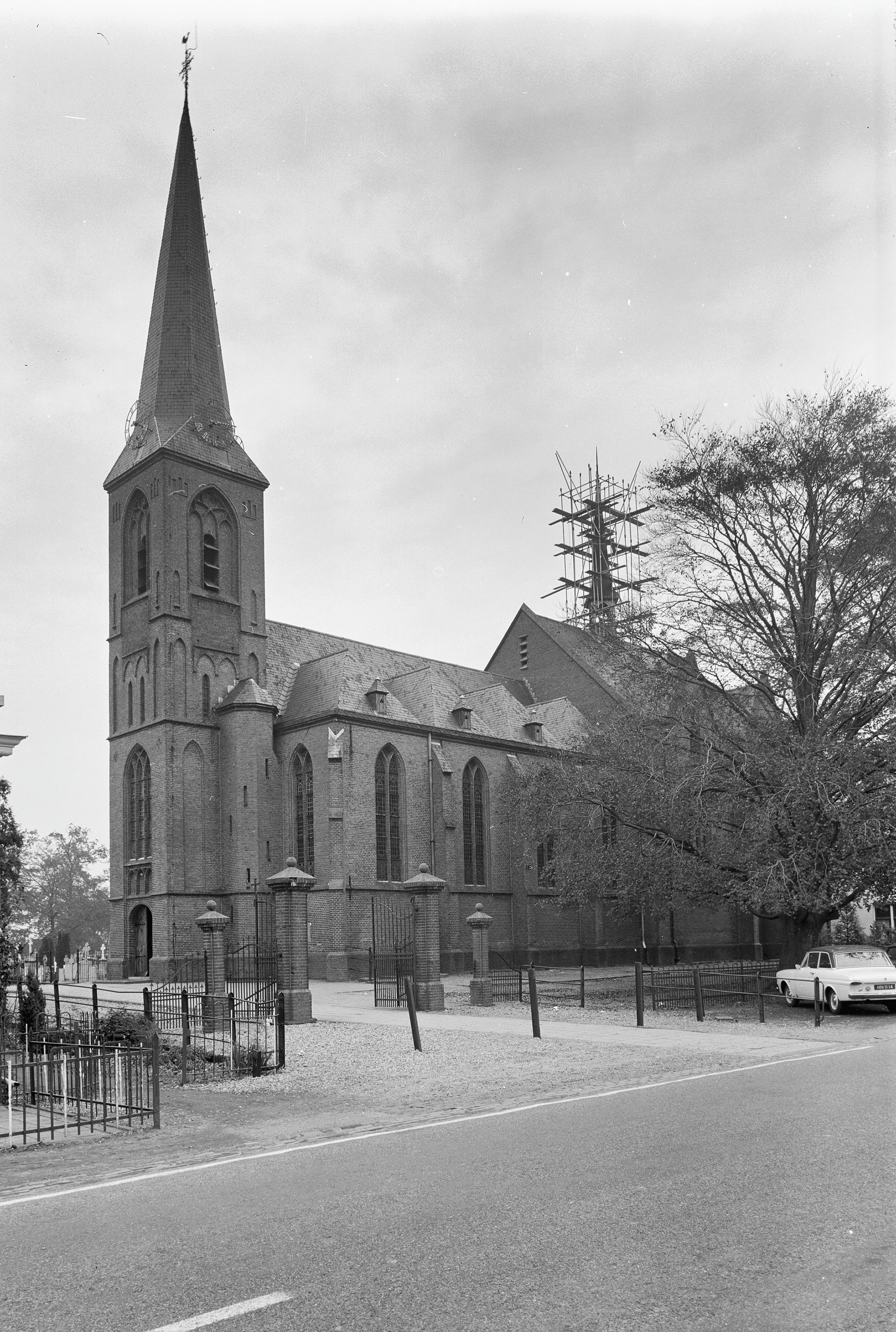
Католицька церква
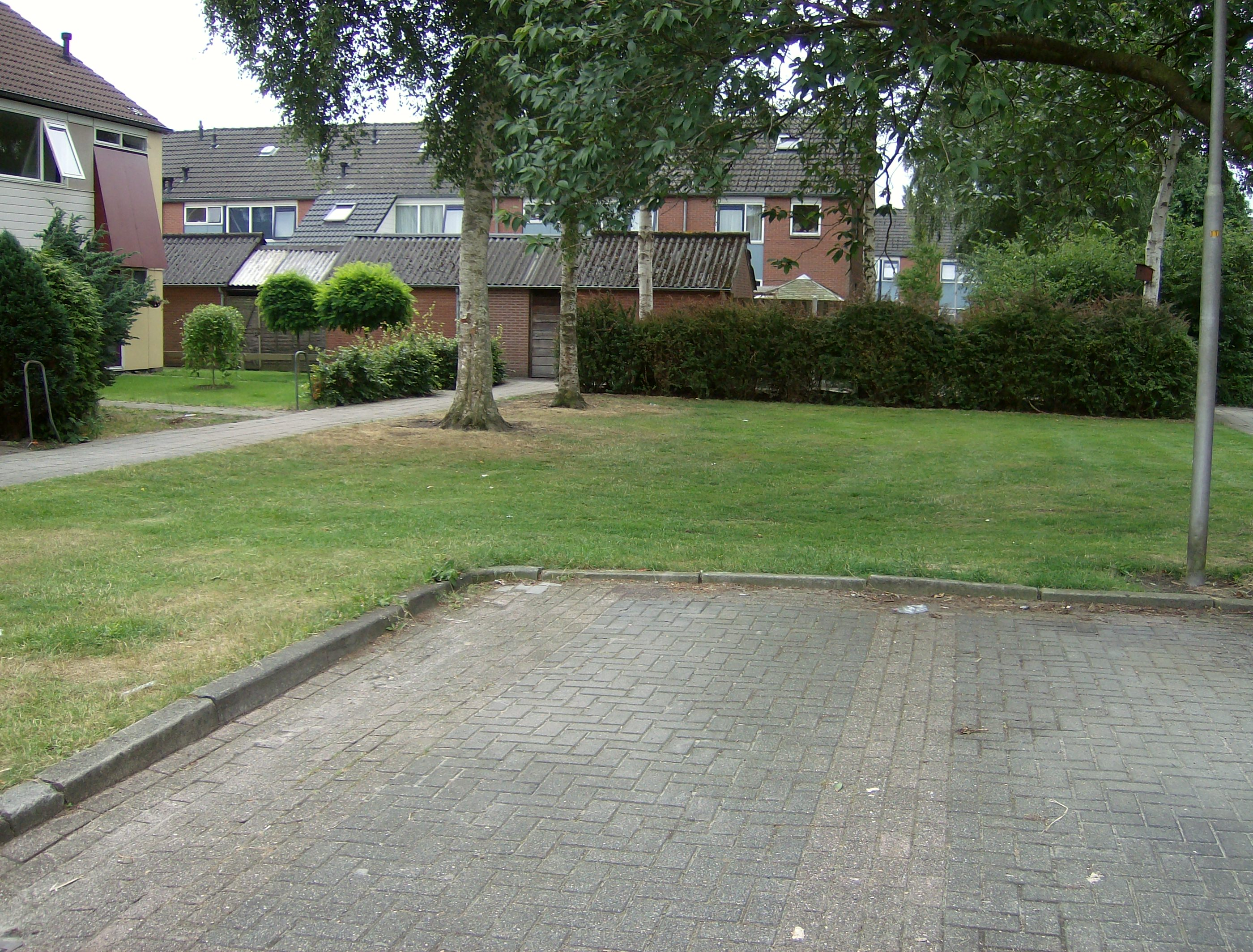
Забудова у місті
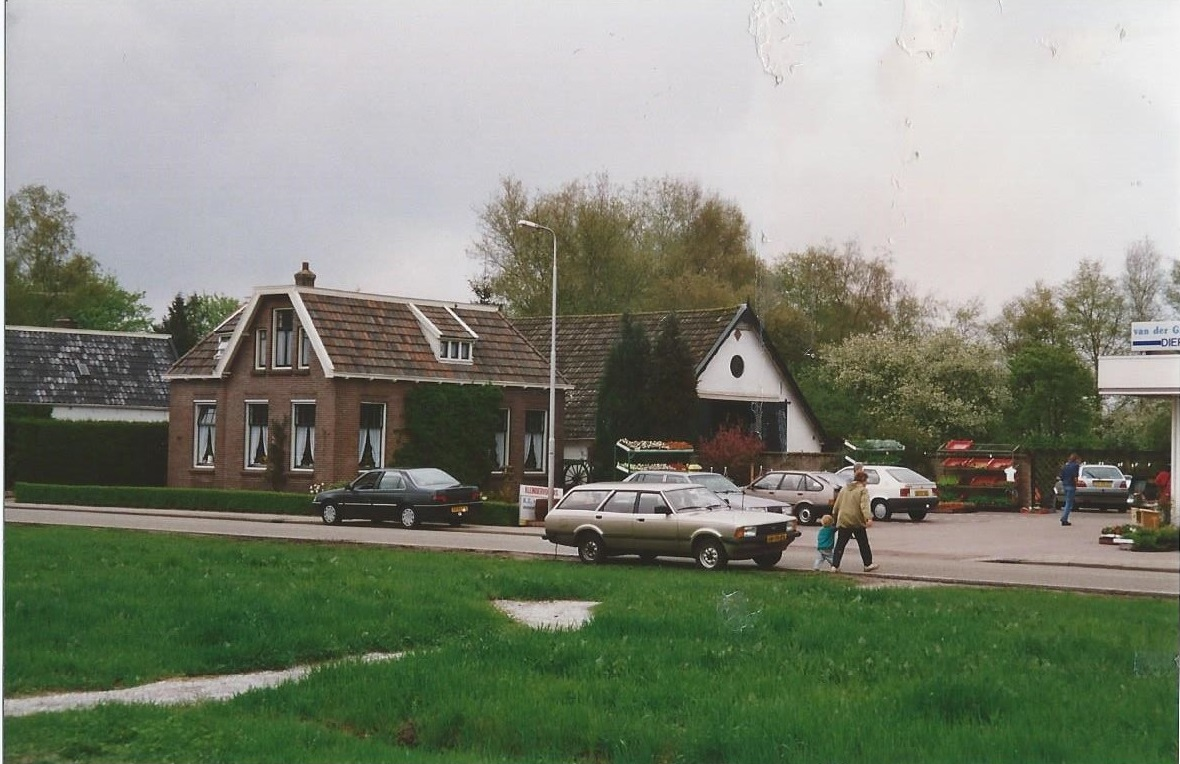
Вулична панорама